# وزير الدولة لشؤون الاقتصادية والاستثمار
منصب وزير الدولة لشؤون الاقتصادية والاستثمار هو أحد المناصب الوزارية في دولة الكويت وكان مسمى المنصب سابقاً منذ استحداثه في 10 ديسمبر 2016 حتى 2 مارس 2021 هو وزير الدولة لشؤون الاقتصادية وفي 2 مارس 2021 تغير مسمى المنصب إلى وزير الدولة لشؤون الاقتصادية والاستثمار ويشغل المنصب حالياً نورة سليمان الفصام منذ 25 أغسطس 2024.

## قائمة الوزراء
|    | الأسم                  | المنصب                                  | فترة تولي المنصب | فترة تولي المنصب |
| -- | ---------------------- | --------------------------------------- | ---------------- | ---------------- |
| 1  | هند صبيح الصبيح        | وزير الدولة لشؤون الاقتصادية            | 10 ديسمبر 2016   | 24 ديسمبر 2018   |
| 2  | مريم عقيل العقيل       | وزير الدولة لشؤون الاقتصادية            | 24 ديسمبر 2018   | 17 ديسمبر 2019   |
| 3  | مريم عقيل العقيل       | وزير الدولة لشؤون الاقتصادية            | 16 فبراير 2020   | 14 ديسمبر 2020   |
| 4  | فيصل عبدالرحمن المدلج  | وزير الدولة لشؤون الاقتصادية            | 14 ديسمبر 2020   | 2 مارس 2021      |
| 5  | خليفة مساعد حمادة      | وزير الدولة لشؤون الاقتصادية والاستثمار | 2 مارس 2021      | 28 ديسمبر 2021   |
| 6  | عبدالوهاب محمد الريشد  | وزير الدولة لشؤون الاقتصادية والاستثمار | 28 ديسمبر 2021   | 9 أبريل 2023     |
| 7  | مناف عبدالعزيز الهاجري | وزير الدولة لشؤون الاقتصادية والاستثمار | 9 أبريل 2023     | 18 يونيو 2023    |
| 8  | الدكتور سعد حمد البراك | وزير الدولة لشؤون الاقتصادية والاستثمار | 18 يونيو 2023    | 17 يناير 2024    |
| 9  | الدكتور أنور علي المضف | وزير الدولة لشؤون الاقتصادية والاستثمار | 17 يناير 2024    | 25 أغسطس 2024    |
| 10 | نورة سليمان الفصام     | وزير الدولة لشؤون الاقتصادية والاستثمار | 25 أغسطس 2024    | حتى الآن         |

## وصلات خارجية
- الأسماء الرسمية للوزراء في الحكومة الكويتية